# Jacques Nompar de Caumont

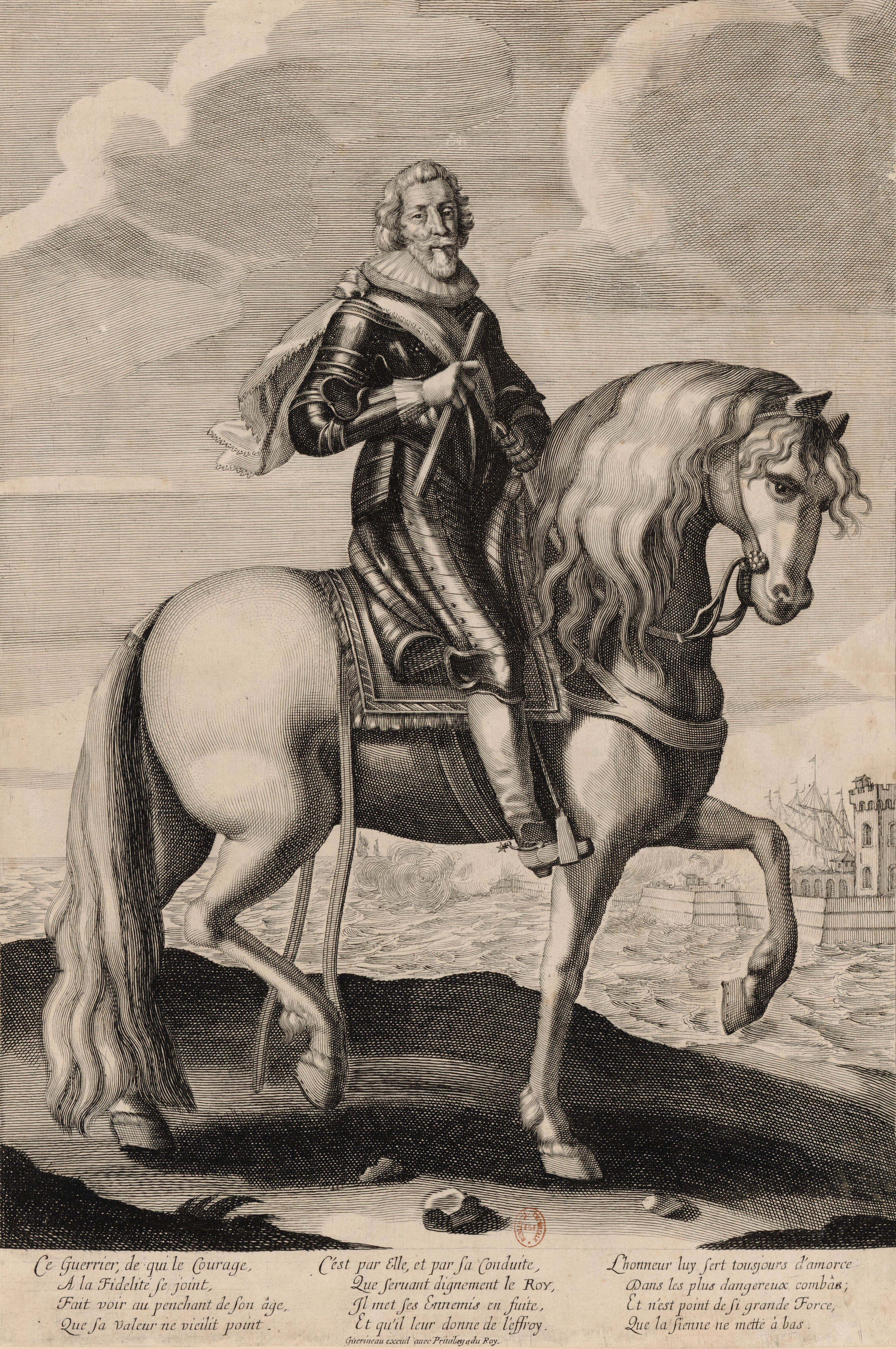
Jacques Nompar de Caumont als maarschalk

Jacques Nompar de Caumont, hertog van La Force (30 oktober 1558 - Kasteel van La Force, 10 mei 1652) was een Franse protestantse edelman en militair.

## Levensloop
Hij was de zoon van François de Caumont, heer van Castelnau, en Philippa de Beaupoil, vrouwe van La Force. Hij kwam uit een protestantse familie; zijn oom Geoffroy, heer van Caumont, was als abt van de Abdij van Clairac overgegaan op het protestantisme. In augustus 1572 was Jacques Nompar de Caumont met deze oom, zijn vader en zijn oudere broer Armand in Parijs tijdens de Bartholomeusnacht, waarbij duizenden protestanten werden vermoord. Zijn vader en zijn broer werden voor zijn ogen vermoord.
Op 5 februari 1577 huwde hij met Charlotte de Gontaut-Biron. Het echtpaar zou tien kinderen krijgen. Zijn kleindochter Charlotte de Caumont huwde met veldheer Henri de la Tour d'Auvergne (Turenne).
Hendrik IV van Frankrijk, gekroond in 1589, benoemde de Caumont in 1590 tot gouverneur van Navarra en twee jaar later tot kapitein van de koninklijke wacht. Op 14 mei 1610 bevond hij zich in de koets van de koning toen die vermoord werd door de fanatieke katholiek François Ravaillac.
In 1619 werd de Caumont een van de leiders van de protestantse opstand in het zuidwesten van Frankrijk. Hij verdedigde in 1621 met succes Montauban tegen het leger van koning Lodewijk XIII. In de lente van 1622 verdedigde hij Tonneins, maar moest na anderhalve maand de stad overgeven. Hij onderwierp zich aan de koning die hem vervolgens benoemde tot maarschalk. Hij vocht voortaan in het leger van de koning en als dank verhief de koning in 1637 La Force tot hertogdom. In 1642 werd hij ook heer van Caumont na de dood van de weduwe van Geoffroy de Caumont. Hij stierf op 93-jarige leeftijd in zijn kasteel.

## Memoires
De grote gebeurtenissen uit zijn leven (de Bartholomeusnacht, de moord op Hendrik IV) beschreef hij in zijn memoires: Mémoires authentiques de Jacques-Nompar de Caumont, duc de La Force, maréchal de France et de ses deux fils, les marquis de Montpouillan et de Castelnaut.

## Afbeeldingen

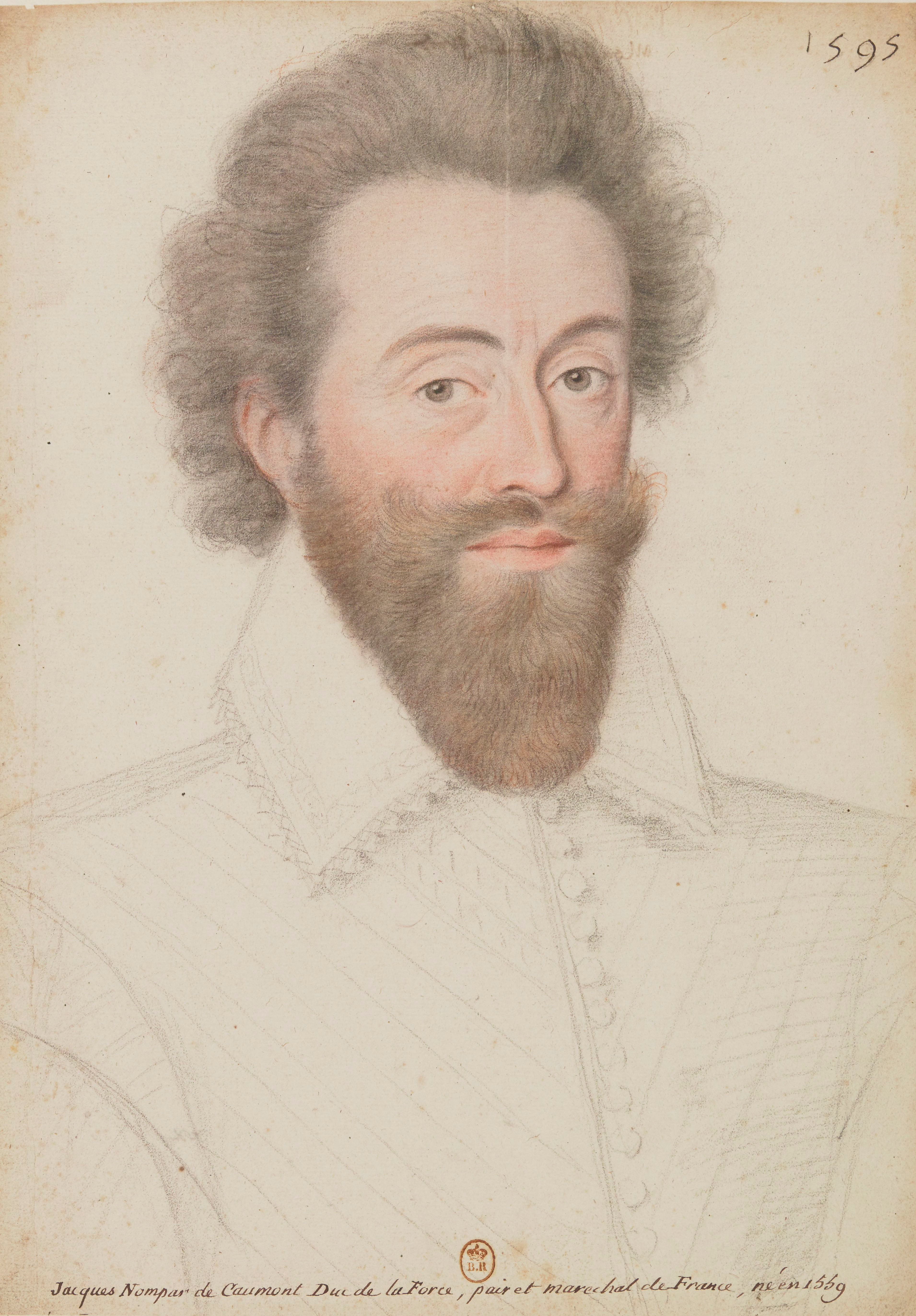
De Caumont in 1595
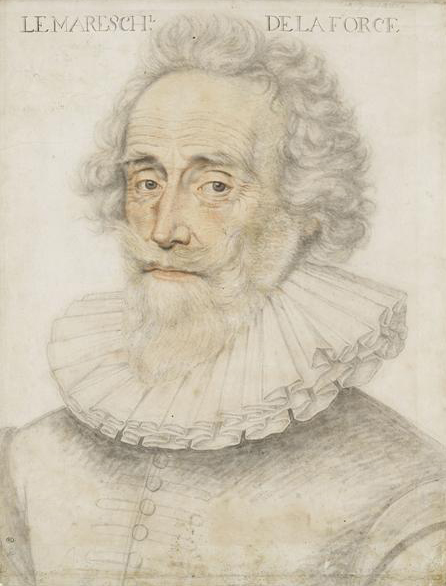
De Caumont op leeftijd